# Pharta tengchong
Pharta tengchong (Tang, Griswold & Peng, 2009) è un ragno appartenente alla famiglia Thomisidae.

## Etimologia
Il nome proprio deriva dalla località cinese di rinvenimento: la contea di Tengchong, nella provincia dello Yunnan

## Caratteristiche
Gli esemplari femminili rinvenuti hanno lunghezza totale è di 4,80-5,00 mm; la lunghezza del cefalotorace è di 2,17mm e la sua larghezza è di 1,93 mm

## Distribuzione
La specie è stata reperita in Cina, nella provincia dello Yunnan, nella Contea di Tengchong, nei pressi del villaggio di Hehua

## Tassonomia
Al 2014 non sono note sottospecie e dal 2011 non sono stati esaminati nuovi esemplari.